# Diplurodes celebensis
Diplurodes celebensis är en fjärilsart som beskrevs av Debauche 1941. Diplurodes celebensis ingår i släktet Diplurodes och familjen mätare. Inga underarter finns listade i Catalogue of Life.